# Gabriel & Dresden
Gabriel & Dresden je název projektu dvou DJů a producentů Josh Gabriel a Dave Dresden, kteří pochází ze San Francisca v USA.
Josh a Dave začali spolupracovat v roce 2001 a proslavili se především nespočetným množstvím remixů, mezi něž patří např. In My memory od Tiësto, No One on Earth od Above & Beyond, Don't Leave Home od Dido, Fallen od Sarah McLachlan, Me Against The Music od Britney Spears/Madonna.
Jakožto DJ-ové hrají Gabriel & Dresden převážně progressive trance a house. V roce 2005 založili vlastní nahrávací společnost Organized Nature, které slouží především pro účely vlastních nahrávek.

## Kariéra
V roce 2002 vydali Gabriel & Dresden první singl Lament. V roce 2004 vydali první CD s mixy s názvem Bloom. V roce 2005 vydali singl Arcadia a na konci téhož roku vydali singl Without You Near ve spolupráci s Markusem Schulzem a Departure a ve stejném roce vydali i singl Zocalo ve spolupráci s Armin Van Buurenem. V létě roku 2006 vydali první studiové album s názvem Gabriel & Dresden, z něhož vydali i singly Tracking Treasure Down a Dangerous Power.
V dubnu roku 2008 se tato skupina rozpadla. Jejich poslední set zahráli na Beatport Pool Party v Miami.
31. prosince 2010 se Gabriel & Dresden znovu spojili, aby zahráli na oslavě příchodu Nového roku společně s umělci jako jsou ATB, Dresden & Johnston (nový projekt Davea Dresdena) a Francis Preve.
Krátce poté bylo duo rezervováno na Anjunabeats v Miami jako zvláštní host. Po této události Gabriel & Dresden oficiálně oznámili svůj comeback.

## Diskografie

### Alba
- 2003 – Nip / Tuck: Original TV Soundtrack
- 2004 – Bloom
- 2006 – Gabriel & Dresden
- 2007 – Sensation
- 2007 – Toolroom Knights, Vol. 2
- 2011 – Mixed For Feet Vol. 1

### Singly
- 2002 – Lament
- 2003 – As The Rush Comes jako Motorcycle společně s Jes Brieden
- 2004 – Arcadia
- 2004 – Deep, Breath, Love jako Motorcycle společně s Jes Brieden
- 2004 – Imagination jako Motorcycle společně s Jes Brieden
- 2005 – Portobello / Serendipity
- 2005 – Sub / Tidal jako Bigtop společně s Pete Houser
- 2005 – Zocalo společně s Armin van Buuren
- 2006 – Tracking Treasure Down
- 2006 – Without You Near společně s Markus Schulz
- 2006 – Mass Repeat / Eleven společně s Scarlett Etienne
- 2006 – Dangerous Power

## Motorcycle
V roce 2003 vydali Gabriel & Dresden pod aliasem Motorcycle singl As The Rush Comes ve spolupráci se zpěvačkou Jes Brieden. Jako druhý a poslední singl pod aliasem Motorcycle vydali akustickou verzi skladby Imagination.